# Белінська Алла Борисівна
Алла Борисівна Белінська (нар. 8 жовтня 1995, Вільховець) — українська борчиня вільного стилю, чемпіонка Європи.

## Спортивні результати на міжнародних змаганнях

### Виступи на Олімпіадах
| Змагання                    | Збірна  | Вагова категорія          | Місце |
| --------------------------- | ------- | ------------------------- | ----- |
| Літні Олімпійські ігри 2020 | Україна | жіноча боротьба, до 76 кг | 12    |

### Виступи на Чемпіонатах світу
| Змагання                        | Збірна  | Вагова категорія          | Місце |
| ------------------------------- | ------- | ------------------------- | ----- |
| Чемпіонат світу з боротьби 2017 | Україна | жіноча боротьба, до 69 кг | 12    |
| Чемпіонат світу з боротьби 2018 | Україна | жіноча боротьба, до 72 кг | 13    |
| Чемпіонат світу з боротьби 2019 | Україна | жіноча боротьба, до 76 кг | 8     |
| Чемпіонат світу з боротьби 2021 | Україна | жіноча боротьба, до 72 кг | 12    |
| Чемпіонат світу з боротьби 2022 | Україна | жіноча боротьба, до 68 кг | 11    |

### Виступи на чемпіонатах Європи
| Змагання                         | Збірна  | Вагова категорія       | Місце  |
| -------------------------------- | ------- | ---------------------- | ------ |
| Чемпіонат Європи з боротьби 2019 | Україна | жіноча боротьба, 76 кг | 14     |
| Чемпіонат Європи з боротьби 2020 | Україна | жіноча боротьба, 76 кг | 9      |
| Чемпіонат Європи з боротьби 2021 | Україна | жіноча боротьба, 72 кг | Золото |
| Чемпіонат Європи з боротьби 2022 | Україна | жіноча боротьба, 68 кг | Бронза |
| Чемпіонат Європи з боротьби 2023 | Україна | жіноча боротьба, 68 кг | Срібло |
| Чемпіонат Європи з боротьби 2025 | Україна | жіноча боротьба, 72 кг | Золото |

### Виступи на Європейських іграх
| Змагання              | Збірна  | Вагова категорія          | Місце |
| --------------------- | ------- | ------------------------- | ----- |
| Європейські ігри 2019 | Україна | жіноча боротьба, до 76 кг | 9     |

### Виступи на інших змаганнях
| Змагання                                                         | Збірна  | Вагова категорія          | Місце  |
| ---------------------------------------------------------------- | ------- | ------------------------- | ------ |
| Кубок Алроси 2015                                                | Україна | жіноча боротьба, до 69 кг | Срібло |
| Київський Міжнародний турнір з боротьби 2016                     | Україна | жіноча боротьба, до 69 кг | Срібло |
| Європейський олімпійський кваліфікаційний турнір з боротьби 2016 | Україна | жіноча боротьба, до 69 кг | Бронза |
| Відкритий чемпіонат Польщі з боротьби 2016                       | Україна | жіноча боротьба, до 69 кг | 7      |
| Європейський кубок націй з боротьби 2016                         | Україна | команда                   | Бронза |
| Київський Міжнародний турнір з боротьби 2017                     | Україна | жіноча боротьба, до 69 кг | Срібло |
| Відкритий чемпіонат Польщі з боротьби 2017                       | Україна | жіноча боротьба, до 69 кг | Бронза |
| Чемпіонат світу з боротьби серед військовослужбовці 2017         | Україна | жіноча боротьба, до 69 кг | Золото |
| Кубок світу з боротьби 2017                                      | Україна | команда                   | 6      |
| Київський Міжнародний турнір з боротьби 2018                     | Україна | жіноча боротьба, до 72 кг | Золото |
| Турнір Яшара Догу 2018                                           | Україна | жіноча боротьба, до 68 кг | Золото |
| Відкритий чемпіонат Польщі з боротьби 2018                       | Україна | жіноча боротьба, до 68 кг | 5      |
| Турнір Дана Колова — Николи Петрова 2019                         | Україна | жіноча боротьба, до 76 кг | 7      |
| Київський Міжнародний турнір з боротьби 2019                     | Україна | жіноча боротьба, до 76 кг | Срібло |
| Турнір Яшара Догу 2019                                           | Україна | жіноча боротьба, до 76 кг | 5      |
| Відкритий чемпіонат Польщі з боротьби 2019                       | Україна | жіноча боротьба, до 76 кг | 7      |
| Всесвітні ігри військовослужбовців 2019                          | Україна | жіноча боротьба, до 76 кг | Бронза |
| Кубок світу з боротьби 2019                                      | Україна | команда                   | 5      |
| Турнір Маттео Пелліконе 2020                                     | Україна | жіноча боротьба, до 76 кг | 13     |
| Київський Міжнародний турнір з боротьби 2020                     | Україна | жіноча боротьба, до 76 кг | Срібло |
| Кубок світу з боротьби 2020                                      | Україна | жіноча боротьба, до 72 кг | Бронза |
| Київський Міжнародний турнір з боротьби 2021                     | Україна | жіноча боротьба, до 72 кг | Золото |
| Європейський олімпійський кваліфікаційний турнір з боротьби 2021 | Україна | жіноча боротьба, до 76 кг | Бронза |
| Світовий олімпійський кваліфікаційний турнір з боротьби 2021     | Україна | жіноча боротьба, до 76 кг | Золото |
| Відкритий чемпіонат Польщі з боротьби 2021                       | Україна | жіноча боротьба, до 72 кг | Золото |
| Турнір Маттео Пелліконе 2022                                     | Україна | жіноча боротьба, до 68 кг | Золото |
| Кубок світу з боротьби 2022                                      | Україна | команда                   | Золото |
| Турнір Ібрагіма Мустафи 2023                                     | Україна | жіноча боротьба, до 68 кг | Бронза |
| Відкритий чемпіонат Загреба з боротьби 2024                      | Україна | жіноча боротьба, до 65 кг | Золото |
| Кубок Валамар 2024                                               | Україна | жіноча боротьба, до 72 кг | Срібло |
| Турнір Мухамета Мало 2025                                        | Україна | жіноча боротьба, до 72 кг | Срібло |

### Виступи на змаганнях молодших вікових груп
| Змагання                                       | Збірна  | Вагова категорія          | Місце  |
| ---------------------------------------------- | ------- | ------------------------- | ------ |
| Чемпіонат Європи з боротьби серед молоді 2015  | Україна | жіноча боротьба, до 69 кг | 7      |
| Чемпіонат Європи з боротьби серед юніорів 2015 | Україна | жіноча боротьба, до 67 кг | Бронза |
| Чемпіонат світу з боротьби серед юніорів 2015  | Україна | жіноча боротьба, до 67 кг | Бронза |
| Чемпіонат Європи з боротьби серед молоді 2016  | Україна | жіноча боротьба, до 69 кг | 13     |
| Чемпіонат Європи з боротьби серед молоді 2017  | Україна | жіноча боротьба, до 69 кг | 5      |
| Чемпіонат світу з боротьби серед молоді 2017   | Україна | жіноча боротьба, до 69 кг | 10     |
| Чемпіонат Європи з боротьби серед молоді 2018  | Україна | жіноча боротьба, до 68 кг | Бронза |
| Чемпіонат світу з боротьби серед молоді 2018   | Україна | жіноча боротьба, до 68 кг | 10     |